# Hohe Dirn
Hohe Dirn är ett berg i Österrike.   Det ligger i distriktet Steyr-Land och förbundslandet Oberösterreich, i den nordöstra delen av landet, 150 km väster om huvudstaden Wien. Toppen på Hohe Dirn är 1 134 meter över havet, eller 28 meter över den omgivande terrängen. Bredden vid basen är 0,26 km.
Terrängen runt Hohe Dirn är huvudsakligen kuperad. Närmaste större samhälle är Steyr, 14,7 km norr om Hohe Dirn. 
I omgivningarna runt Hohe Dirn växer i huvudsak blandskog. Runt Hohe Dirn är det ganska tätbefolkat, med 60 invånare per kvadratkilometer.